# Gauliga Kurhessen
Gauliga Kurhessen byla jedna z mnoha skupin Gauligy, nejvyšší fotbalové soutěže na území Německa v letech 1933 – 1945. Byla vytvořena v roce 1941 vyčleněním z Gauligy Hessen. Pořádala se na území Hesenska. Vítězové jednotlivých skupin Gauligy postupovali do celostátní soutěže, která trvala necelý měsíc, v níž se kluby utkávaly vyřazovacím způsobem.
Zanikla v roce 1945 po pádu nacistického Německa. Po jeho zániku bylo území Gauligy Kurhessen začleněno pod Oberliga Südwest.

## Nejlepší kluby v historii - podle počtu titulů
Zdroj: 
| Vítězové nejvyšší ligové soutěže |        |                 |
| Klub                             | Tituly | Vítězné ročníky |
| Reichsbahn SG Borussia Fulda     | 2      | 1942, 1944      |
| SV 06 Kassel-Rothenditmold       | 1      | 1943            |

## Vítězové jednotlivých ročníků
Zdroj: 
| Gauliga Kurhessen (1941 – 1945)                                                                          |                                  |                                 |               |
| Ročník                                                                                                   | Vítěz Gauligy                    | Umístění v německém mistrovství | Německý mistr |
| 1941 – 1942                                                                                              | Reichsbahn SG Borussia Fulda (1) | Předkolo                        | FC Schalke 04 |
| 1942 – 1943                                                                                              | SV 06 Kassel-Rothenditmold (1)   | 1. kolo                         | Dresdner SC   |
| 1943 – 1944                                                                                              | Reichsbahn SG Borussia Fulda (2) | Osmifinále                      | Dresdner SC   |
| • Gauliga byla v sezóně 1944/45 zrušena, a to kvůli přesunutí bojů druhé světové války na území Německa. |                                  |                                 |               |